# Vittnesed
Vittnesed är den ed ett vittne måste avlägga inför domstol. Den som ger falsk uppgift under ed kan dömas för mened.

## Finland
"Jag N.N. lovar och försäkrar på heder och samvete, att jag skall vittna och giva tillkänna allt, vad jag i denna sak vet sant vara, utan att något därav förtiga eller något därtill tillägga eller däri ändra."

## Sverige
"Jag,  N.N., lovar och försäkrar på heder och samvete, att jag skall säga hela sanningen och intet förtiga, tillägga eller förändra."